# Selección de fútbol de Manipur
La Selección de fútbol de Manipur es un equipo de fútbol de la India que juega el Trofeo Santosh, un torneo de fútbol a nivel regional de la India.

## Historia
Fue fundado en el año 1973 en la ciudad de Manipur y es propiedad de la All Manipur Football Association. Han clasificado al Trofeo Santosh en dos ocasiones, saliendo campeón en 2003 y llegando a la final en 2011, la cual perdieron.

## Palmarés
- Trofeo Santosh: 1

2002/03

## Jugadores

### Equipo 2018
- Datos: Q16950489